# Massami Uyeda
Massami Uyeda (em japonês:  上田正美 Ueda Masami; Lins, 28 de novembro de 1942) é um jurista e magistrado brasileiro. Foi ministro do Superior Tribunal de Justiça de 2006 a 2012, oriundo da carreira da magistratura de São Paulo.

## Origem
Massami Uyeda é filho de mãe e pai japoneses. A família de sua mãe, Sizue Uyeda, é oriunda de Saga, no sul do Japão, e a família de seu pai, Ichiro Uyeda, é oriunda de Hyogo.

## Carreira
Uyeda formou-se em direito pela Faculdade de Direito da Universidade de São Paulo em 1966. Pela mesma instituição, concluiu o mestrado em 1988 e o doutorado em 1994. Também cursou letras (latim), sem concluir o curso.
Atuou como advogado de 1967 até 1970, quando se tornou promotor de justiça do Ministério Público de São Paulo.
Em 1978, ingressou na carreira da magistratura como juiz de direito. Foi juiz dos extintos 1º Tribunal de Alçada Civil de São Paulo, de 1995 a 2002, e Tribunal de Alçada Criminal de São Paulo, de 2002 a 2004, quando foi promovido a desembargador do Tribunal de Justiça de São Paulo.
Em 2006, foi nomeado ministro do Superior Tribunal de Justiça pelo presidente Luiz Inácio Lula da Silva, após indicação em lista tríplice pelos membros da corte superior, para vaga destinada a membro de tribunal estadual, e tomou posse no dia 14 de junho. Aposentou-se em 23 de novembro de 2012.
Em 2017, recebeu a Ordem do Sol Nascente - Estrela de Ouro e Prata, outorgada pelo imperador Naruhito e entregue na embaixada do Japão em Brasília.

## Obras
- Da Competência em Matéria Administrativa. Editora Ícone. São Paulo, 1997.
- Da Desistência da Desapropriação. Editora Juruá. Curitiba, 1999.